# Veslački klub Iktus
IKTUS je veslački klub iz Osijeka.

## Povijest kluba
Zemljopisni položaj Osijeka na rijeci Dravi, kroz povijest, uvjetovao je i način života stanovništva. Osječani su se bavili ribolovom, trgovinom, prijevozom roba Dravom i Dunavom, uzvodno i nizvodno. Na obali rijeke Drave imali su svoja omiljena izletišta na koja su odlazili veslajući u malim ribarskim čamcima. O povezanosti stanovnika Osijeka s rijekom Dravom govori i podatak da je u drugoj polovici 19. stoljeca gotovo svaka kuća u ulicama uz rijeku imala vlastiti čamac. 
Na ideju o osnivanju veslačkog kluba u gradu Osijeku došli su brodari koji su plovili Dravom-Dunavom-Tisom vidjevši slične klubove u susjednoj Mađarskoj. 
Godine 1892. brodari Bartošić i Bartovski inicirali su osnivanje veslačkog kluba, a 15. lipnja iste godine donesena je odluka o osnivanju "Ruder Club Drau"" kojem je odmah pristupilo 20-ak mladih osoba. Prema nepotvrđenim podacima klub je postojao do 1895. godine. Razlozi prestanka rada kluba ostaju nepoznati.
Kroz povijest klub je mijenjao imena, a od 1972. dobiva današnje ime "IKTUS". 

## Najistaknutiji veslači i veslačice[1]
- Maja Anić
- Mirna Rajle Brođanac
- Ivan-Ante Grgić
- Ante Janjić
- Ivan Jukić
- Sonja Kešerac
- Vjekoslav Kolobarić
- Anton Lončarić
- Patrik Lončarić
- Ninoslav Saraga
- Ivica Stojaković
- Teuta Lea Stojaković
- David Šain
- Mario Vekić